# Koko B. Ware
James Ware (né le 20 juin 1957 à Union City) est un catcheur américain connu sous le nom de ring de Koko B. Ware. Il a notamment travaillé pour la World Wrestling Federation de 1986 à 1994.

## Carrière
Il apportait souvent un perroquet avec lui car il était surnommé le « bird-man » (l'homme oiseau) à cause de son style de catch aérien. En 1990, il fut la première victime du tombstone piledriver de l'Undertaker aux Survivor Series où celui-ci faisait ses débuts à la WWE. En 1993, il participe au premier Raw de l'histoire ou il combat contre Yokozuna, match qu'il perd. Il a été introduit au WWE Hall of Fame le 4 avril 2009.
Il fera partie de quelques spectacles de la tournée 2012 de la TOW.

### Pro Wrestling Syndicate
Lors du Five Year Anniversary Weekend, Mike Bennett, Star Man, Taka Suzuki et lui battent Apollyon, George South et The Sheik.

## Autres médias
Il est un des personnages du jeu WWE Legends of WrestleMania sorti en mars 2009.

## Palmarès et récompenses

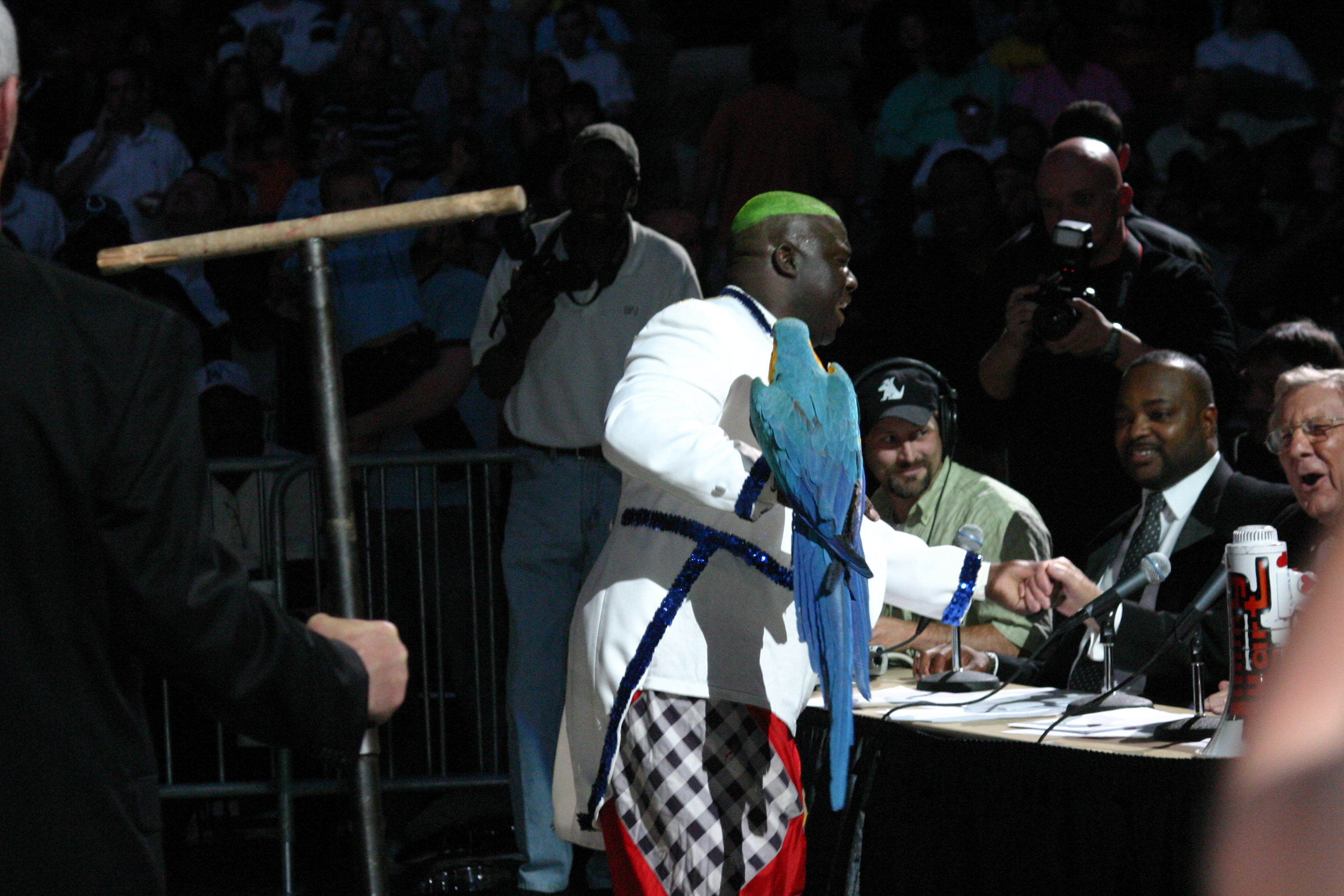
Ware en 2009.

- Championship Wrestling from Florida
  - NWA United States Tag Team Championship (Florida version) (1 fois) avec Norvell Austin

- Continental Wrestling Association
  - AWA Southern Tag Team Championship (7 fois) avec Norvell Austin (3), Bobby Eaton (2), Stan Lane (1) et Dutch Mantell (1)
  - NWA Mid-America Heavyweight Championship (6 fois)
  - NWA Mid-America Television Championship (1 fois)

- International World Class Championship Wrestling
  - IWCCW Heavyweight Championship (1 fois)

- Pro Wrestling Illustrated
  - Débutant de l'année 1979[4]
  - Classé 406e au classement des 500 meilleurs catcheurs depuis 1971 organisé en 2003[5]

- Real Wrestling Federation
  - RWF Heavyweight Championship (1 fois)

- Supreme Championship Wrestling
  - SCW Supreme Championship (1 fois)

- United States Wrestling Association
  - USWA Unified World Heavyweight Championship (2 fois)[6]
  - USWA World Tag Team Championship (1 fois) avec Rex Hargrove[7]

- World Wrestling Entertainment
  - WWE Hall of Fame (2009)